# Sam Lee (rugby à XV)
Cet article concerne le joueur de rugby à XV irlandais. Pour l'acteur hong-kongais, voir Sam Lee.
Samuel Lee, plus connu comme Sammy Lee ou Sam Lee, né le 26 septembre 1871 à Donaghadee, dans le Comté de Down (Irlande du Nord) et mort le 4 janvier 1944 à Armagh, est un joueur de rugby à XV qui a évolué avec l'équipe d'Irlande. Il a été président de l'Irish Rugby Football Union en 1899-1900, il a arbitré l'Écosse-Angleterre en 1904.

## Carrière
Sam Lee est originaire de la province de l'Ulster. Il a été scolarisé à la Royal Belfast Academical Institution. Il a évolué pour le North of Ireland Football Club. Il a disputé son premier test match le 7 février 1891 contre l'équipe d'Angleterre. Son dernier test match fut contre l'équipe d'Angleterre le 5 février 1898. Sam Lee a remporté le Tournoi britannique de rugby à XV 1894 et celui de 1896. 

## Palmarès
- Vainqueur du tournoi en 1894 et 1896

## Statistiques en équipe nationale
- 19 sélections en équipe nationale
- 1 point (1 essai)
- Sélections par années : 3 en 1891, 3 en 1892, 3 en 1893, 3 en 1894, 2 en 1895, 3 en 1896, 1 en 1897, 1 en 1898
- Tournois britanniques disputés: 1891, 1892, 1893, 1894, 1895, 1896, 1897, 1898